# Gianfranco Cabiddu
Gianfranco Cabiddu, né en 1953 à Cagliari (Italie), est un réalisateur, scénariste et ingénieur du son italien.

## Filmographie

### Réalisateur
- 1988 : Disamistade
- 1997 : Il figlio di Bakunin
- 2007 : Crimini
- 2016 : La stoffa dei sogni
- 2018 : Il flauto magico di Piazza Vittorio

### Monteur
- 1984 : Scrittori siciliani e cinema

### Ingénieur du son
- 1984 : Cent Jours à Palerme
- 1984 : Concerto per attore solo
- 1984 : Le Tecniche dell'assenza
- 1984 : Scrittori siciliani e cinema
- 1987 : Below Zero
- 1987 : Horowitz Plays Mozart
- 1987 : Un siciliano in Sicilia
- 1988 : Il volpone
- 1989 : Joyeux Noël, bonne année

### Scénariste
- 1988 : Disamistade
- 1997 : Il figlio di Bakunin
- 2016 : La stoffa dei sogni

## Récompenses et distinctions
- David di Donatello du meilleur scénario adapté 2017 pour La stoffa dei sogni (partagé avec  Ugo Chiti et Salvatore De Mola)
- Globe d'or du meilleur film 2017 pour La stoffa dei sogni

### Liste plus complète
- (en) Gianfranco Cabiddu: Awards, sur l'Internet Movie Database